# Evangeli apòcrif

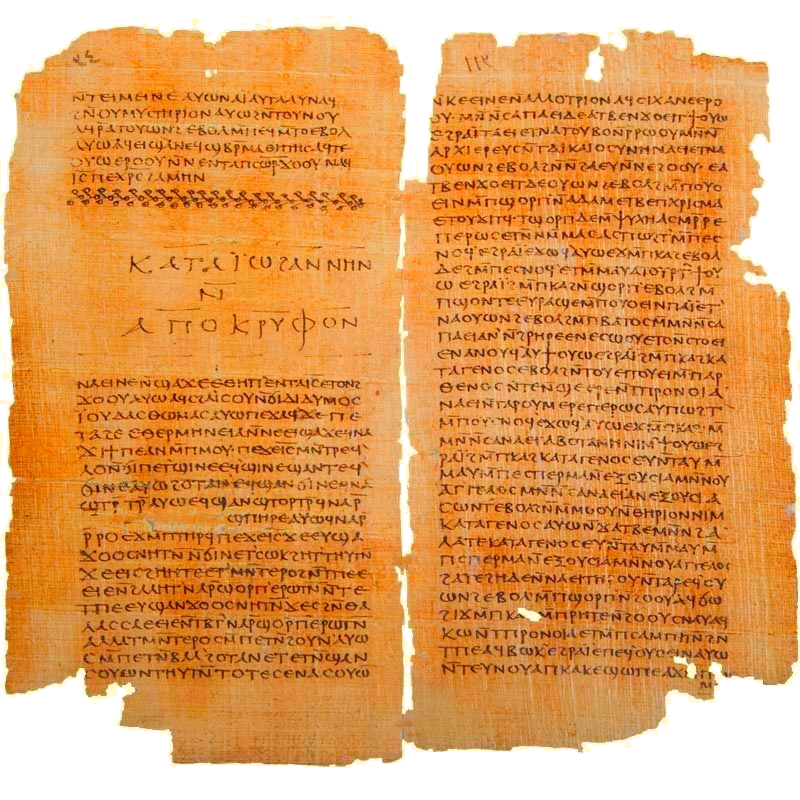
Imatge del còdex II dels Manuscrits de Nag Hammadi, que mostra el final de l'evangeli apòcrif de Joan i el començament de l'evangeli de Tomàs.

Un evangeli apòcrif és un text antic, anterior, contemporani o posterior als evangelis canònics que tracten la vida de Jesús de Natzaret, però que l'Església cristiana, per diversos criteris, no va reconèixer com la «autèntica» paraula de Déu ni inspirada per l'Esperit Sant. En conseqüència, no són inclosos a l'anomenat Nou Testament. S'ha comptabilitzat una cinquantena d'evangelis apòcrifs.
Orígenes d'Alexandria (±184-±254) va escriure: «L'Església té quatre evangelis; els heretges, moltíssims».